# (13117) Pondichéry
(13117) Pondichéry, désignation internationale (13117) Pondicherry, est un astéroïde de la ceinture principale.

## Description
(13117) Pondichéry est un astéroïde de la ceinture principale. Il fut découvert par Eric Walter Elst le 9 octobre 1993 à l'ESO. Il présente une orbite caractérisée par un demi-grand axe de 2,97 UA, une excentricité de 0,051 et une inclinaison de 9,86° par rapport à l'écliptique.
Il fut nommé en référence à la ville indienne de Pondichéry, ancien comptoir français de la côte de Coromandel.

## Compléments